# Josh McDaniels
Josh McDaniels (Barbeton, 21 aprile 1976) è un ex giocatore di football americano e allenatore di football americano statunitense dei New England Patriots nella National Football League (NFL).

## Carriera universitaria
McDaniels cominciò a giocare a football nella Canton McKinley High School per poi iscriversi alla John Carroll University dove giocò con i Blue Streaks come quarterback ma soprattutto come wide receiver dal 1995 al 1998, con compagni di squadra quali il futuro linebacker NFL London Fletcher, il futuro general manager dei Texans Nick Caserio, il futuro allenatore dei quarterback NFL Jerry Schuplinski e il futuro general manager dei Raiders Dave Ziegler.

## Carriera da allenatore

### New England Patriots
McDaniels iniziò la sua carriera NFL nel 2002 come assistente della difesa dei New England Patriots. Nel 2003 vinse il suo primo campionato con i Patriots che si imposero nel Super Bowl XXXVIII contro i Carolina Panthers. Nel 2004 McDaniels divenne l'allenatore dei quarterback e nel 2005 vinse il Super Bowl XXXIX contro i Philadelphia Eagles. Nel 2006 fu promosso coordinatore dell'attacco, ruolo che ricoprì fino a tutta la stagione 2008.

### Denver Broncos
L'11 gennaio 2009 McDaniels divenne il nuovo capo-allenatore dei Denver Broncos con un contratto di 4 anni del valore di 8 milioni di dollari.  Nella stagione 2009 registrò il record di 8 vittorie e 8 sconfitte, dopo aver vinto tutte le prime 6 partite della stagione. Nella stagione successive invece i risultati furono molto deludenti e dopo un record di 3 vittorie e 9 sconfitte McDaniels venne esonerato dai Broncos il 6 dicembre 2010.

### St. Lous Rams
Nel 2011 firmò un contratto biennale con i St. Louis Rams come coordinatore dell'attacco.

### Ritorno ai Patriots
Al termine della stagione regolare 2011 con i St. Louis Rams lasciò la squadra per rifirmare durante i play-off con i New England Patriots come assistente dell'attacco.
Nel 2012 ritornò al ruolo di coordinatore dell'attacco e anche allenatore dei quarterback dei Patriots. Nel 2014 ha vinto con i Patriots il Super Bowl XLIX contro i Seattle Seahawks e nel 2016 il Super Bowl LI contro gli Atlanta Falcons. Nel 2017 McDaniels fu tra i candidati a diventare il nuovo capo allenatore dei Los Angeles Rams.
Il 6 febbraio 2018 McDaniels fu annunciato come nuovo capo allenatore degli Indianapolis Colts ma, lo stesso giorno, McDaniels rinunciò all'incarico annunciando che invece avrebbe continuato con i Patriots, cosa che portò all'abbandono da parte del suo agente. I Patriots a fine stagione vinsero il Super Bowl LIII, il terzo campionato conquistato con McDaniels come coordinatore dell'attacco.

### Las Vegas Raiders
Il 31 gennaio 2022 fu assunto come capo-allenatore dai Las Vegas Raiders con un contratto quadriennale da 6 milioni di dollari.
Col suo arrivo a Las Vegas McDaniels, pienamento supportato dal proprietario dei Raiders Mark Davis, diede un deciso segno di discontinuità rispetto alla precedente gestione di Jon Gruden: dei 53 giocatori presenti nel roster dell'anno precedente, 30 furono svincolati o scambiati, tra cui tre scelte del primo giro del draft NFL degli anni precedenti (Alex Leatherwood, Damon Arnette e Johnathan Abram) mentre per altre due prime scelte (Josh Jacobs e Clelin Ferrell) non fu applicata l'opzione di estensione contrattuale per un 5º anno.
Sul campo la prima vittoria arrivò alla settimana 4 proprio contro i Denver Broncos che l'avevano licenziato nel 2010. Il 28 dicembre 2022, con i Raiders sul record di 6-9 ormai fuori dai play-off, McDaniels annunciò che il quarterback titolare Derek Carr, autore di varie prestazioni insufficienti, sarebbe stato sostituito nelle ultime due gare stagionali dalla riserva Jarrett Stidham, scelta che fu largamente interpretata come un addio a Carr che aveva guidato la squadra nelle ultime 9 stagioni. Concluse la stagione fallendo l'obiettivo di qualificare i Raiders ai play-off, chiudendo al 3º posto della AFC West con un record di 6 vittorie e 11 sconfitte.
La stagione 2023 vide continuare il rinnovamento del roster, con solo 15 giocatori rimasti in squadra di quelli presenti due anni prima. In particolare Derek Carr fu svincolato a febbraio 2023, e sostituito da Jimmy Garoppolo che McDaniels aveva allenato nei Patriots.
Arrivati a metà stagione sul record di 3-5 e con la squadra fortemente criticata da tifosi e commentatori per le prestazioni fatte, il 31 ottobre 2023 McDaniels fu esonerato dai Raiders.

### New England Patriots (3º periodo)
Il 22 gennaio 2025 McDaniels tornò per la terza volta ai Patriots col ruolo di coordinatore dell'attacco sotto al nuovo capo-allenatore Mike Vrabel.

## Record come capo-allenatore
| Squadra    | Anno       | Stagione regolare | Stagione regolare | Stagione regolare | Stagione regolare | Stagione regolare | Playoff | Playoff | Playoff   |
| Squadra    | Anno       | Vinte             | Perse             | Pari              | %                 | Posizione         | Vinte   | Perse   | Risultato |
| ---------- | ---------- | ----------------- | ----------------- | ----------------- | ----------------- | ----------------- | ------- | ------- | --------- |
| DEN        | 2009       | 8                 | 8                 | 0                 | 50,0              | 2° nella AFC West | -       | -       | -         |
| DEN        | 2010       | 3                 | 9                 | 0                 | 25,0              | Esonerato         | -       | -       | -         |
| Totale DEN | Totale DEN | 11                | 17                | 0                 | 39,3              |                   | -       | -       |           |
| LV         | 2022       | 6                 | 11                | 0                 | 35,3              | 3° nella AFC West | -       | -       | -         |
| LV         | 2023       | 3                 | 5                 | 0                 | 37,5              | Esonerato         | -       | -       | -         |
| Totale LV  | Totale LV  | 9                 | 16                | 0                 | 36,0              |                   | -       | -       |           |
| Totale     | Totale     | 20                | 33                | 0                 | 37,7              |                   | -       | -       |           |

## Palmarès
- Super Bowl XXXVIII con i New England Patriots (come assistente allenatore)
- Super Bowl XXXIX con i New England Patriots (come assistente allenatore)
- Super Bowl XLIX con i New England Patriots (come coordinatore dell'attacco)
- Super Bowl LI con i New England Patriots (come coordinatore dell'attacco)
- Super Bowl LIII con i New England Patriots (come coordinatore dell'attacco)